# Fontaine du Cerf
La fontaine du Cerf est un monument historique situé à Ribeauvillé, dans le département français du Haut-Rhin. Sa date d'érection estimée est la deuxième moitié du XVIe siècle.

## Localisation
Cette construction est située au 81 Grand-Rue à Ribeauvillé.

## Historique
L'édifice fait l'objet d'une inscription au titre des monuments historiques depuis 1932.

## Architecture

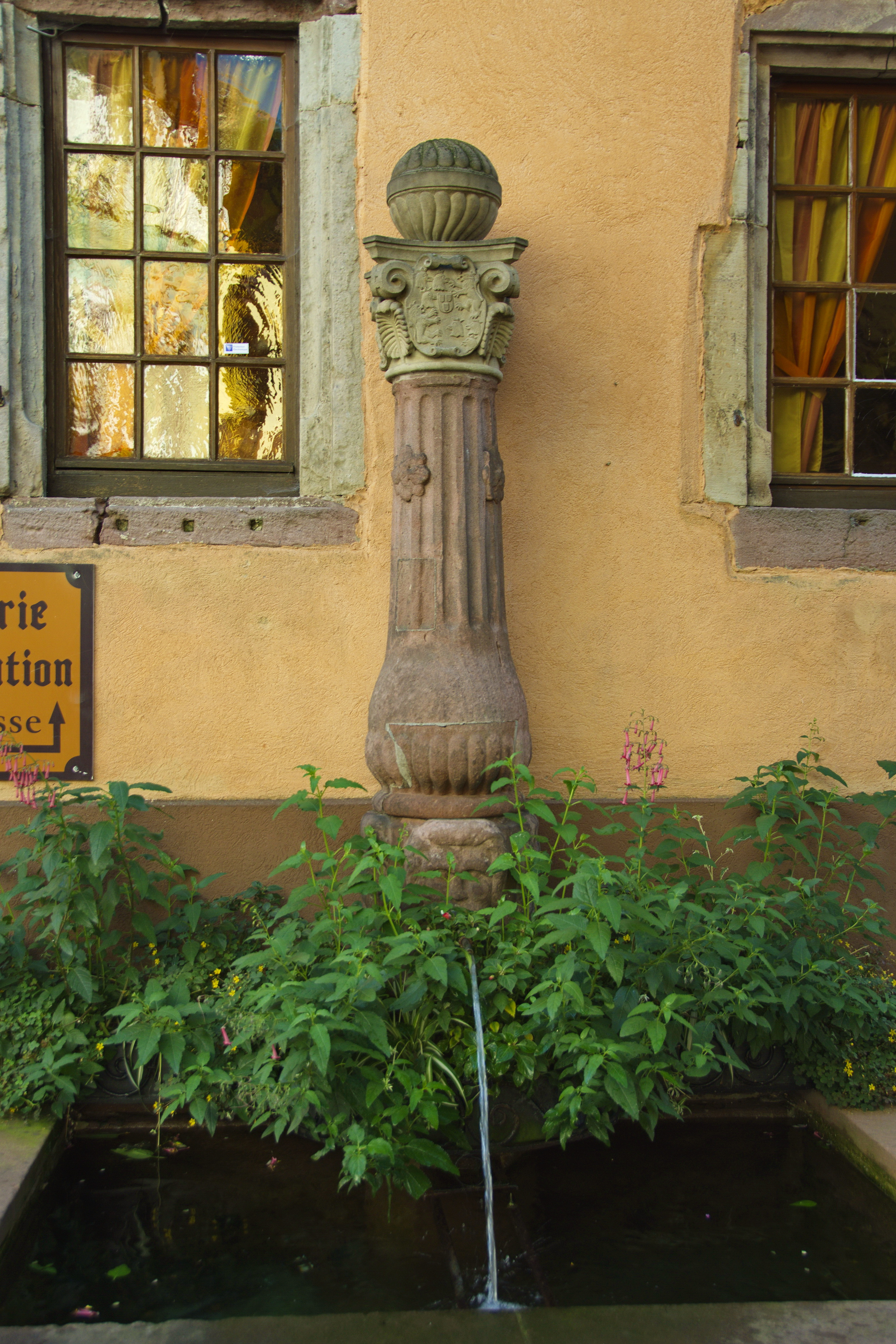
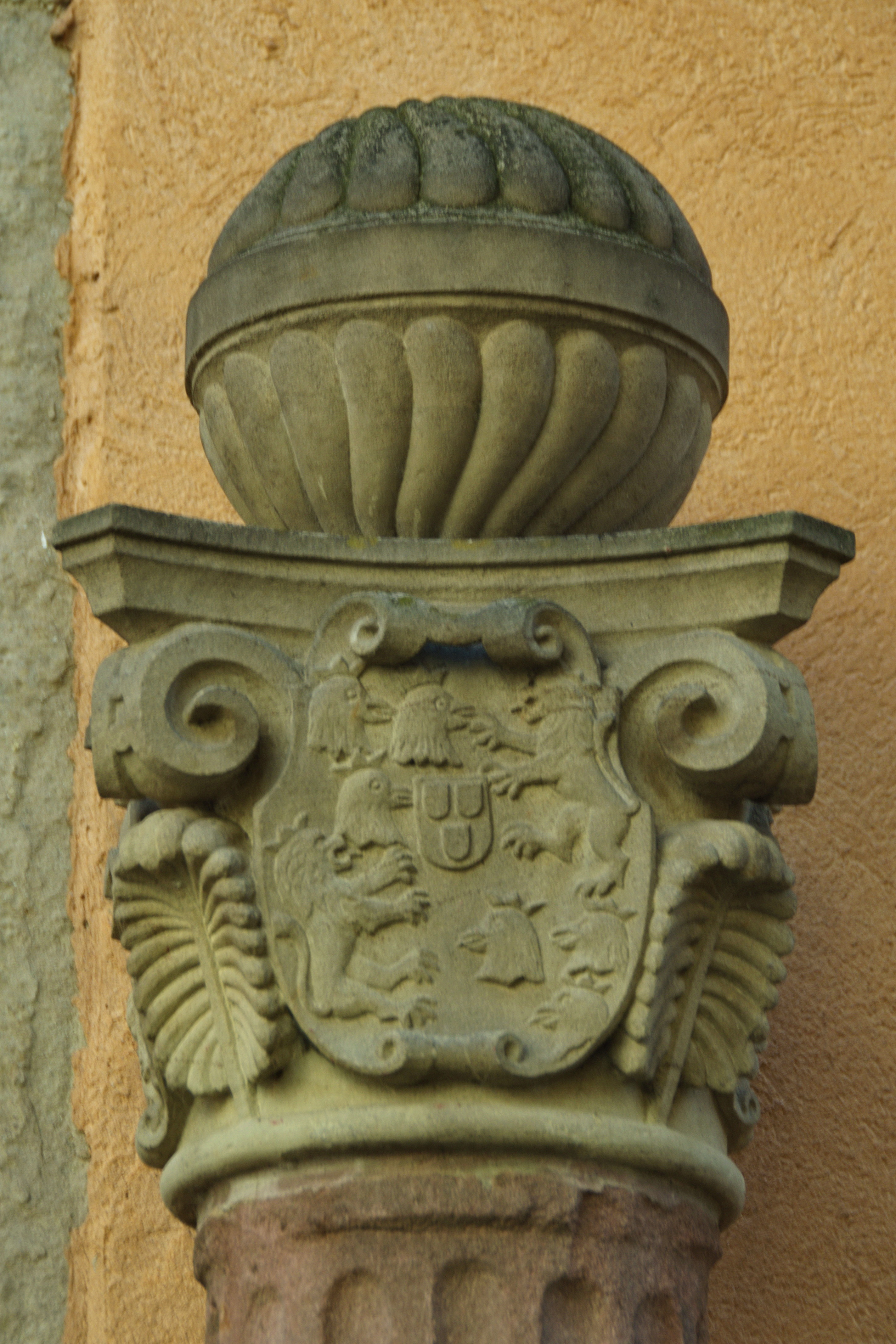